# 永安國際集團
永安國際集團有限公司，簡稱永安國際集團（英語：Wing On International Holdings Limited，港交所除牌時0290.HK），在1991年12月24日，由永安集團有限公司在百慕達註冊及換取上市。當時經營保險、銀行及地產。
在2000年由於股價長期交投疏落，已被永安國際有限公司私有化，並把業務併入永安國際。

## 連結
- Tricor.com.hk/webservice/000289 （页面存档备份，存于）